# Cryphia troughti
Cryphia troughti là một loài bướm đêm trong họ Noctuidae.